# Joaquim Teixeira de Mesquita
Joaquim Teixeira de Mesquita (Barra do Piraí, 6 de dezembro de 1853 —?) foi um médico e político brasileiro.
Exerceu o mandato de senador pelo Estado do Espírito Santo de 1927 a 1930, tendo sido anteriormente deputado estadual de 1924 a 1927.